# Miguel Veloso
Miguel Luís Pinto Veloso (pronunție în portugheză [miˈɣɛɫ ˈlwiʃ ˈpĩtu vɨˈlozu]; n. 11 mai 1986) este un fotbalist portughez care evoluează la Pisa în Serie B. A fost internațional cu echipa națională de fotbal a Portugaliei.

## Goluri internaționale
| # | Dată             | Stadion                                            | Adversar              | Scor | Rezultat | Competiție                                                              |
| - | ---------------- | -------------------------------------------------- | --------------------- | ---- | -------- | ----------------------------------------------------------------------- |
| 1 | 14 October 2009  | Estádio D. Afonso Henriques, Guimarães, Portugalia | Malta                 | 3–0  | 4–0      | Calificările pentru Campionatul Mondial de Fotbal 2010                  |
| 2 | 15 November 2011 | Estádio da Luz, Lisabona, Portugalia               | Bosnia și Herțegovina | 5–2  | 6–2      | Play-off-urile de calificare pentru Campionatul European de Fotbal 2012 |

## Palmares

### Club
Olivais e Moscavide
- Segunda Divisão: 2005–06

Sporting
- Taça de Portugal: 2006–07, 2007–08
- Supertaça Cândido de Oliveira: 2007, 2008
- Taça da Liga:

Finalist: 2007–08, 2008–09

### Națională
- UEFA European Under-17 Championship: 2003

## Statistici de club
| Club              | Sezon            | Campionat | Campionat | Cupă    | Cupă   | Cupa Ligii | Cupa Ligii | Europa  | Europa | Total   | Total  |
| Club              | Sezon            | Meciuri   | Goluri    | Meciuri | Goluri | Meciuri    | Goluri     | Meciuri | Goluri | Meciuri | Goluri |
| ----------------- | ---------------- | --------- | --------- | ------- | ------ | ---------- | ---------- | ------- | ------ | ------- | ------ |
| Olivais Moscavide | 2005–06          | 28        | 7         | 0       | 0      | -          | -          | 0       | 0      | 28      | 7      |
| Sporting          | 2006–07          | 22        | 0         | 0       | 0      | -          | -          | 5       | 0      | 27      | 0      |
| Sporting          | 2007–08          | 29        | 1         | 0       | 0      | 7          | 0          | 11      | 0      | 47      | 1      |
| Sporting          | 2008–09          | 21        | 0         | 0       | 0      | 1          | 0          | 7       | 1      | 29      | 1      |
| Sporting          | 2009–10          | 25        | 3         | 2       | 2      | 3          | 2          | 12      | 4      | 41      | 11     |
| Total (Portugal)  | Total (Portugal) | 125       | 11        | 2       | 2      | 11         | 2          | 35      | 5      | 144     | 20     |
| Genoa             | 2010–11          | 20        | 0         | 2       | 0      | -          | -          | 0       | 0      | 22      | 0      |
| Genoa             | 2011–12          | 29        | 2         | 2       | 0      | -          | -          | 0       | 0      | 31      | 2      |
| Total (Italy)     | Total (Italy)    | 49        | 2         | 4       | 0      | -          | -          | 0       | 0      | 53      | 2      |
| Dynamo Kyiv       | 2012–13          | 24        | 2         | 1       | 0      | -          | -          | 8       | 1      | 33      | 3      |
| Dynamo Kyiv       | 2013–14          | 13        | 0         | 1       | 0      | -          | -          | 5       | 1      | 19      | 1      |
| Dynamo Kyiv       | Total (Ukraine)  | 37        | 2         | 2       | 0      | -          | -          | 13      | 2      | 52      | 4      |

## Viața personală
Tatăl lui Miguel Veloso, António, de asemenea a fost fotbalist. El a fost fundaș și a petrecut 15 sezoane la Benfica, fiind de asemenea și fotbalist internațional pe o perioadă îndelungată.